# De kus (Klimt)
De kus is een schilderij dat de Oostenrijkse schilder Gustav Klimt in de periode 1907-1908 maakte. Het schilderij werd in de flowerpowertijd wereldberoemd en is sindsdien veel afgebeeld op ansichtkaarten en posters.
Het schilderij toont een grote man die een vrouw op haar wang kust. De man heeft een kamerjas met daarop hoekige symbolen om; de kleren van de vrouw tonen ronde symbolen. Het stelletje staat op de rand van een afgrond, in een veld vol bloemen. Of Klimt daar een symbolische bedoeling bij had, is niet bekend.
Klimt werkte in Wenen en Klimts visie op de Weense seksuele moraal van die tijd heeft zijn werk sterk beïnvloed. De Weners waren in het openbaar afkerig van seksualiteit, maar de prostituees deden goede zaken. De werken van Klimt tonen (veelal roodharige) dames in uitdagende posities, waardoor hij in zijn stad als een omstreden persoon werd gezien. Klimt liet zich tijdens het schilderen veelvuldig omringen door naakte dames en stond bekend als een vrouwenjager die wars was van de conservatieve zeden. Men kan De kus zien als een afbeelding van lust en/of liefde, maar ook van de weerstand van de vrouw tegen de seksuele driften van de man (de vrouw kust namelijk niet terug).
In de achtergrond heeft Klimt goud verwerkt, waarbij hij verschillende technieken door elkaar heeft gebruikt. Deze technieken had hij waarschijnlijk van zijn vader geleerd, die goudgraveerder was.
Het schilderij hangt in de Österreichische Galerie Belvedere in Wenen.
Judith I (1901) · Portret van Margaret Stonborough-Wittgenstein (1905) · De drie levensfasen van de vrouw (1905) · Portret van Fritza Riedler (1906) · Portret van Adèle Bloch-Bauer I (1907) · De kus (1907-1908) · Danaë (1907-1908) · Judith II (1909) · Dame met hoed en verenboa (1909) · Stoclet-fries (1905-1911) · Portret van Adèle Bloch-Bauer II · (1912) De maagd (1912-1913)